# 金園町九丁目站
金園町九丁目站（日语：／ Kanazonochō-kyūchōme eki */?）是位於岐阜縣岐阜市金園町10丁目，名古屋鐵道美濃町線的電車站（廢站）。

## 歷史
此站在1911年，美濃電氣軌道路線開通時同時啟用。在車站啟用時的站名為二軒屋站（日语：／），在1932年改名為藥專前站（日语：／）。在1950年，美濃町線起點由岐阜柳瀨站遷移至徹明町站。徹明町站至梅林站之間的走線也被改動。同時此站也被遷移，並且改名為藥大前站（日语：／）。在1965年再改名為金園町九丁目站，同日金園町站改名為金園町四丁目站。
- 1911年（明治44年）2月11日 - 美濃電氣軌道神田町站（後來名為岐阜柳瀨站）至上有知站（後來名為美濃站）之間開通，二軒屋站啟用[3][1]。
- 1930年（昭和5年）8月20日 - 美濃電氣軌道與名古屋鐵道（第一代。同年中改名為名岐鐵道，在1935年起再改名為名古屋鐵道）合併。成為名古屋鐵道的美濃町線電車站[3]。
- 1932年（昭和7年） - 車站改名為藥專前站[3]。
- 1950年（昭和25年）4月1日 - 車站改名為藥大前站[3]。車站也被遷移[2]。
- 1965年（昭和40年）11月21日 - 車站改名為金園町九丁目站[3]。
- 2005年（平成17年）4月1日 - 美濃町線全線廢除，此站也同時廢除[1]。

在車站啟用時的站名方面。在《880頁》記述為「二軒屋」。但是啟用當時的新聞報導與大正時期的路線圖中則名為「二軒家」。

## 電車站構造
截至電車站廢除前，此站是地面車站，設有2面1線的單式月台。在同一條路軌上設有兩個乘車處，分別前往不同方向。在兩個乘車處中間設有路口分隔。而乘車處是位於道路上，沒有安全地帶，只有被稱為「Green Belt」的路面範圍（在該處路面會塗上綠色塗裝）。

### 配線圖
| ← 徹明町方向    | 金園町九丁目站 站內配線略圖 | → 日野橋方向 |
| 图例 参考文献： |                             |              |

## 車站周邊
- 鶯谷隧道（日语：鶯谷トンネル）

## 相鄰電車站
名古屋鐵道
■美濃町線
梅林－金園町九丁目－競輪場前

## 注腳
1. 1 2 3 4  今尾惠介（監修）.  7 東海. 新潮社. 2008: 51–52. ISBN 978-4-10-790025-8 （日语）.
2. 1 2  名古屋鉄道広報宣伝部（編）. . 名古屋鐵道. 1994: 984 （日语）.
3. 1 2 3 4 5  . 鄉土出版社. 1997: 219–230. ISBN 4-87670-097-4 （日语）.
4. ↑  . 鄉土出版社. 1997: 13,42. ISBN 4-87670-097-4 （日语）.
5. ↑  川島令三. . 名古屋北部・岐阜篇 1. 草思社. 1997: 176–178. ISBN 4-7942-0796-4 （日语）.
6. ↑  電氣車研究會，《鐵道畫刊》通卷第473號 1986年12月 臨時增刊号 「特集 - 名古屋鐵道」，附圖「名古屋鐵道路線略圖」